# ヴァネッサ・メイ (小惑星)
ヴァネッサ・メイ (10313 Vanessa-Mae) は小惑星帯に位置する小惑星である。ソビエトの天文学者リュドミーラ・ジュラヴリョーワがクリミア天体物理天文台で発見した。
シンガポール出身のオルタナティブ・ミュージックのミュージシャン、ヴァネッサ・メイから命名された。